# Inhul
L'Inhul (in ucraino Інгул?) è un corso d'acqua dell'Ucraina tributario sinistro del Bug meridionale. Lungo 354 km, scorre principalmente negli oblast' di Kirovohrad e Mykolaïv.
Nasce presso il villaggio di Brovkove, nel distretto di Oleksandrija, oblast' di Kirovohrad, e sfocia dopo un lungo e sinuoso percorso nel Bug Meridionale presso il centro della città di Mykolaïv, a 65 km dal mar Nero. Le principali città attraversate dall'Inhul sono Kropyvnyc'kyj e Mykolaïv.